# Non Phixion
Non Phixion – amerykańska grupa hip-hopowa pochodząca z Nowego Jorku

## Historia
Zespół został założony w 1995 roku. Jego założycielami byli: Ill Bill, Goretex, Sabac Red oraz DJ Eclipse. Wkrótce wydali swojego pierwszego singla pt. "Legacy b/w No Tomorrow", który sprzedał się w dwudziestu tysiącach egzemplarzy na całym świecie. W latach dziewięćdziesiątych wydali jeszcze siedem singli. Dopiero w 2002 roku świetło dzienne ujrzał pierwszy album studyjny grupy pt. "The Future Is Now". W tworzeniu płyty brali udział tacy producenci jak: Necro, DJ Premier, The Beatnuts, Large Professor czy Pete Rock. W 2004 roku zespół wydał kolejną płytę zatytułowaną The Green CD/DVD.
W 2006 roku grupa postanowiła zakończyć działalność.

## Dyskografia

### Albumy studyjne
| 2002                           | The Future Is Now - Data: 26 marca 2002 - Wydawca: Uncle Howie Records - Format: CD  | 14 | 65 | 14 |
| 2004                           | The Green CD/DVD - Data: 6 kwietnia 2004 - Wydawca: Uncle Howie Records - Format: CD | -  | -  | —  |
| "—" pozycja nie była notowana. |                                                                                      |    |    |    |

### Single
- "Legacy" (1996)
- "5 Boros" (1997)
- "5 Boros (Remix) (1998)
- "I Shot Reagan" (1998)
- "2004" (1999)
- "The Full Monty" (1999)
- "14 Years Of Rap" (1999)
- "Sleepwalkers" (1999)
- "Black Helicopters" (2000)
- "Rock Stars" (2002)
- "Drug Music" (2002)
- "Say Goodbye to Yesterday" (2003)
- "Caught Between Worlds" (2004)
- "We All Bleed" (2004)
- "Food" (2004)